# Tamar (biblischer Ort)
Tamar heißt in der Bibel ein Ort im südlichen Palästina, neben den drei Frauen gleichen Namens.
Unter den Städten, die Salomon baute oder wieder herstellte, befand sich nach 1 Kön 9,18  Tamar, im Lande Juda. Die Stadt ist auch in der Grenzbeschreibung des Buchs Ezechiel als südöstlicher Grenzpunkt  des Reiches genannt, das JHWH den 12 Stämmen Israels als Erbbesitz zugeteilt hat (Hes 47,19  und Hes 48,28 ). Der Ort ist vielleicht mit 'ain el-'arus in der Araba-Senke gleichzusetzen.